# Sternwarte Glashütte

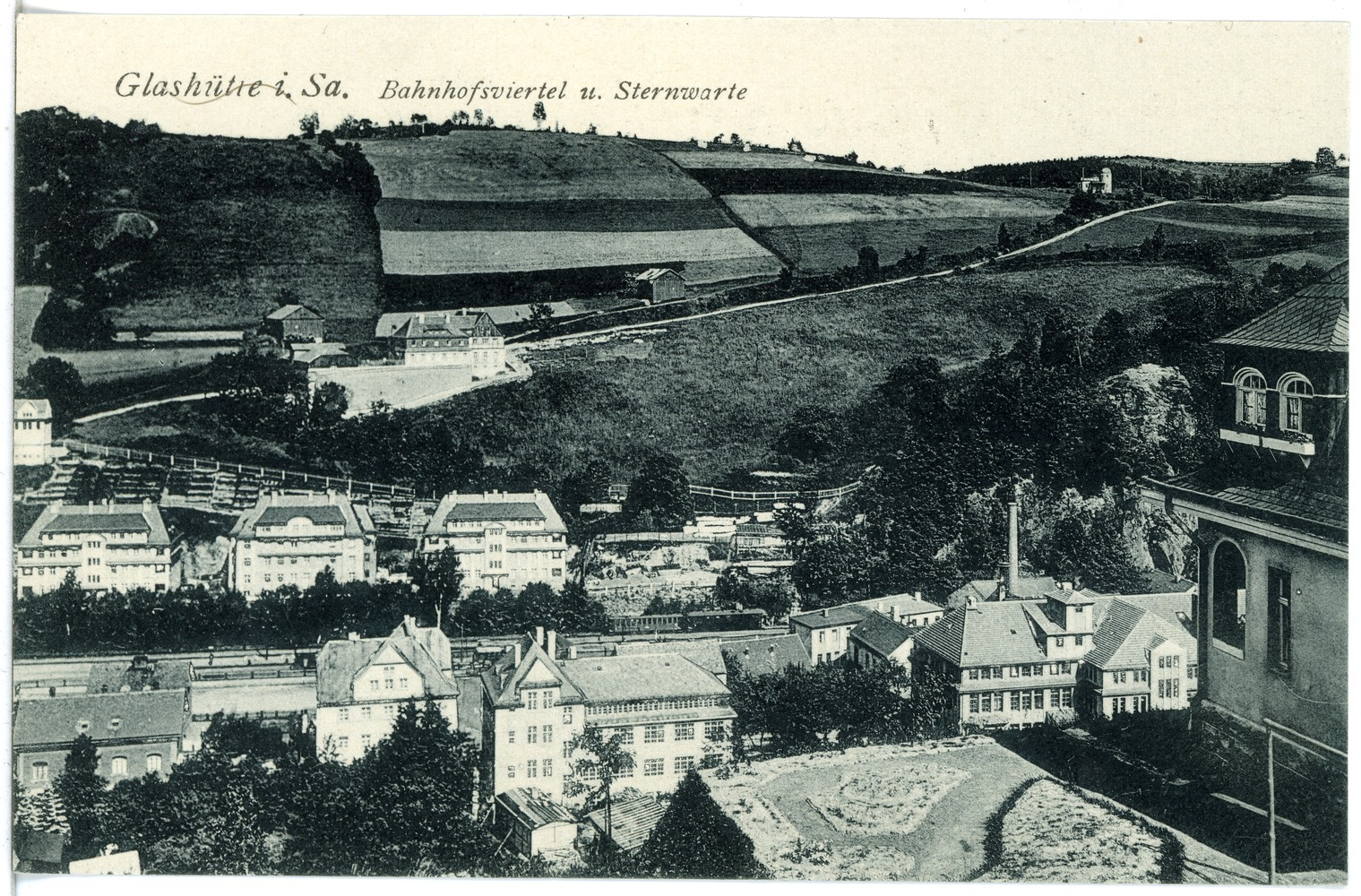
Glashütte in Sachsen, Bahnhofsviertel und Sternwarte (1925)

Die Sternwarte Glashütte (vormals Urania Sternwarte Glashütte, heute Sternwarte WEMPE Glashütte) ist ein Wahrzeichen der sächsischen Uhrenstadt Glashütte.
Das zwischen 1904 und 1910 als Sternwarte errichtete Bauwerk, ab 2005 im Besitz des Hamburger Juweliers Wempe, wird seit 2006 wieder als Sternwarte und Deutsche Chronometerprüfstelle genutzt. Im Neubau haben seit 2011 die Wempe Chronometerwerke Glashütte I/SA ihren Sitz.

## Geschichte

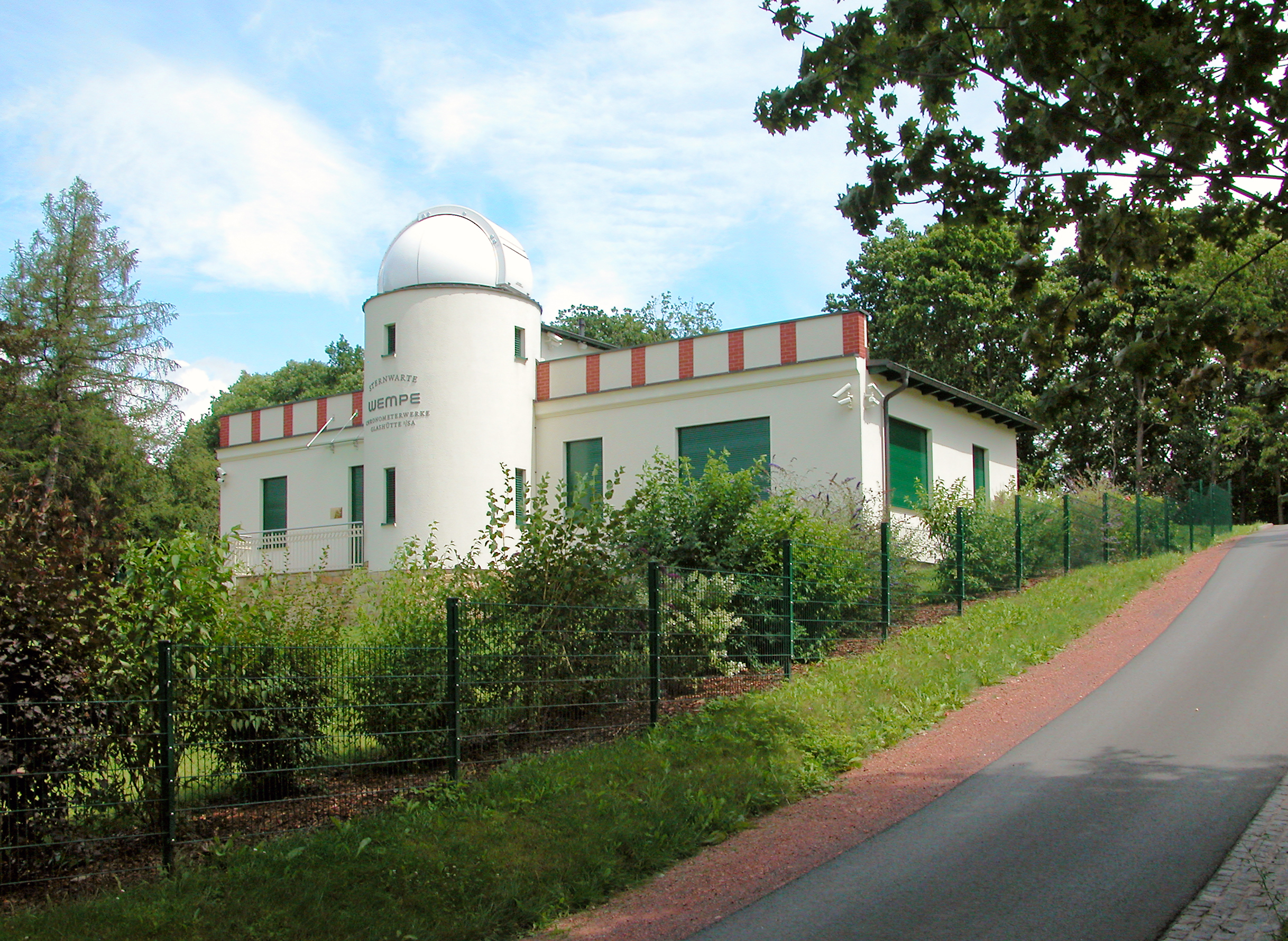
Sternwarte Glashütte (2008)

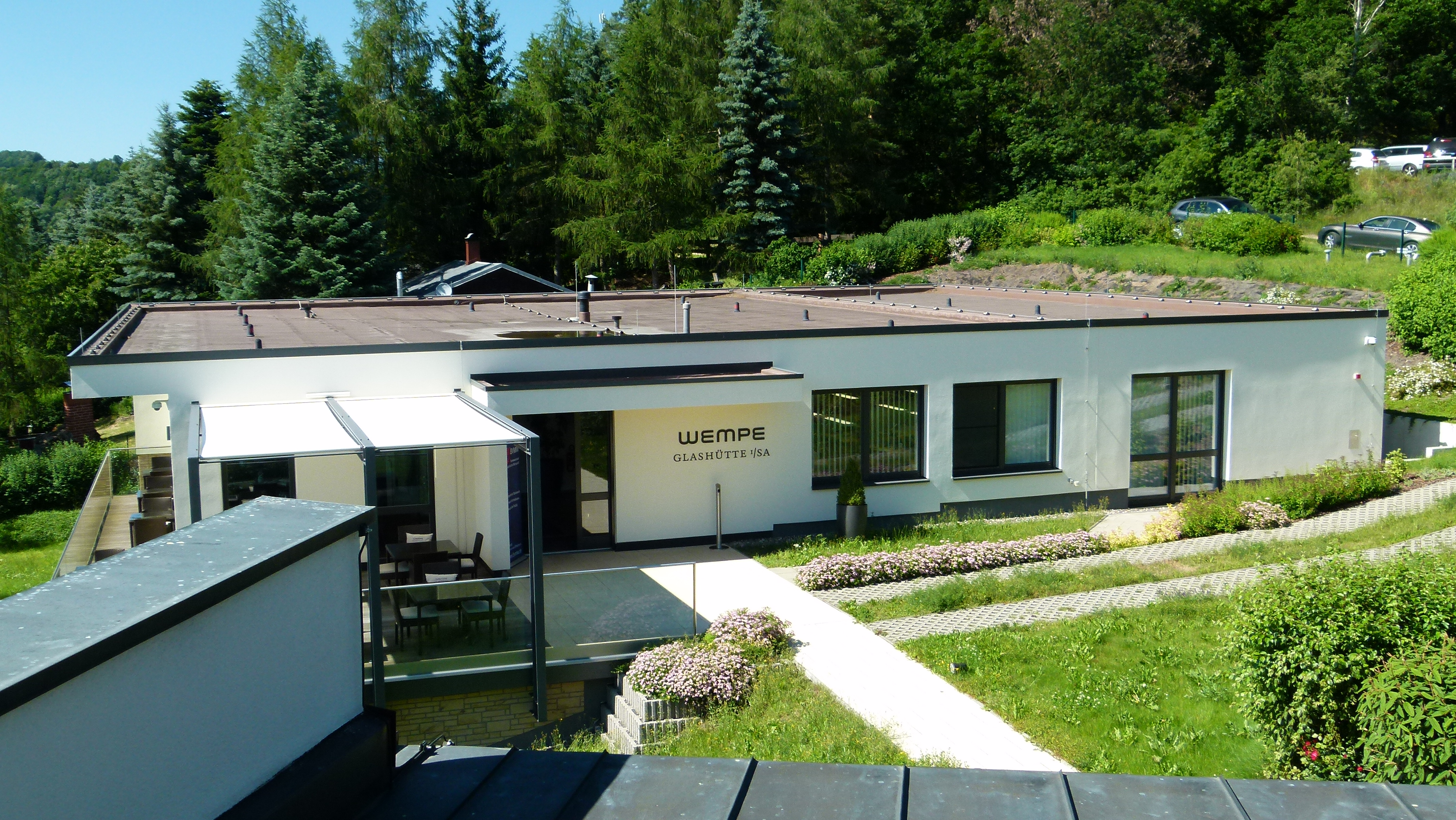
Neubau von Wempe Glashütte

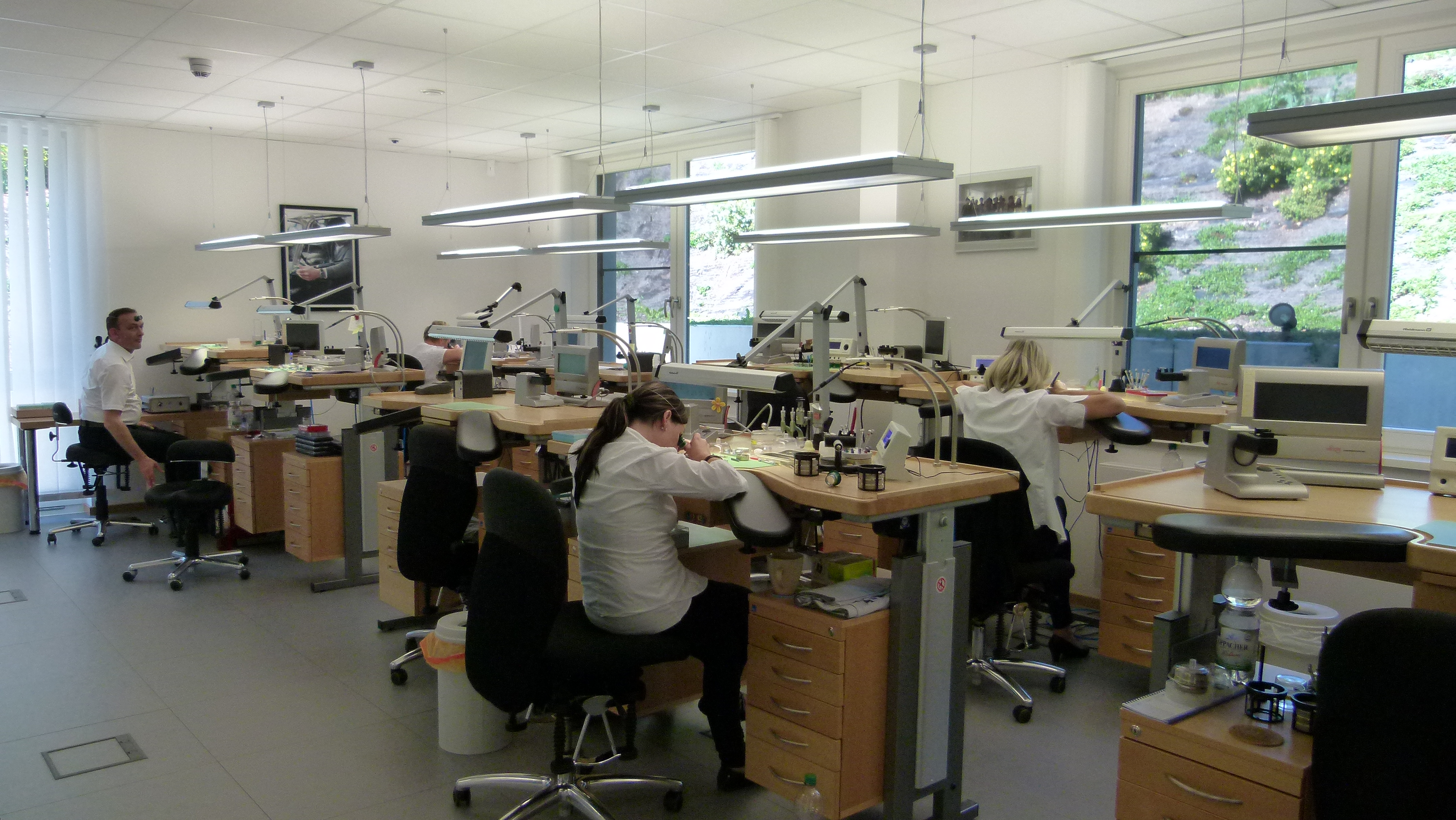
Blick in die Produktion in Glashütte

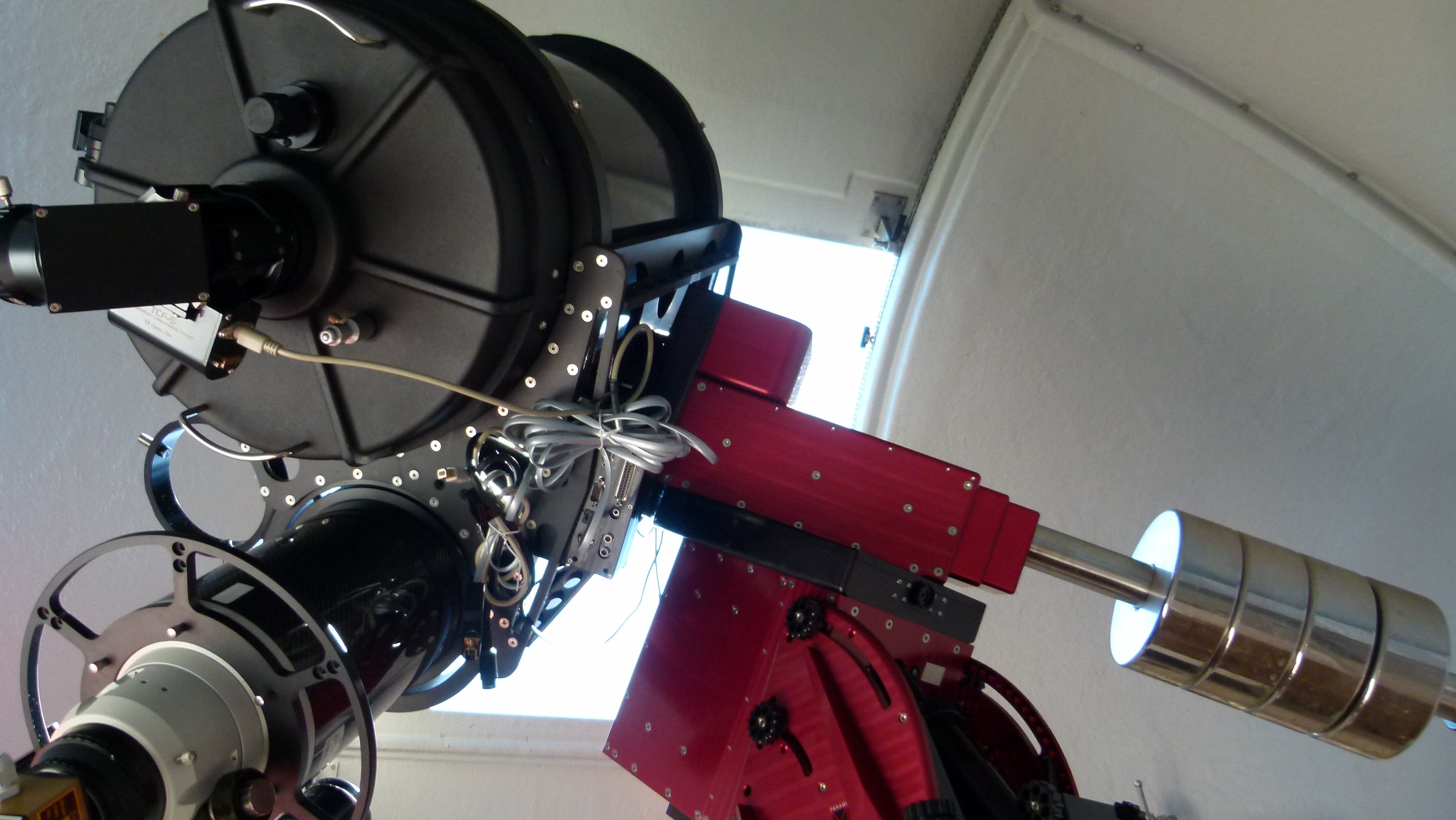
Wempe-Observatorium (2016)

Hoch über dem Müglitztal erhebt sich auf dem Ochsenkopf die Sternwarte Glashütte. Sie wurde zwischen 1904 und 1910 von der Uhrmachervereinigung Urania errichtet, um ein eigenes Zeitsignal zu haben. Zudem wurde die Anlage auch als Schulsternwarte der Deutschen Uhrmacherschule Glashütte genutzt. Hier oben am Berg lernten die Auszubildenden der Uhrmacherschule, wie sich die genaue Zeit mit Hilfe von Refraktor und Sterndurchgang ermitteln lässt.
Seit der Eröffnung 1910 wurde hier astronomisch exakt das für alle verbindliche Zeitsignal ermittelt. Zuvor wurde die Referenzzeit von der Physikalisch-Technischen Reichsanstalt in Berlin mit Hilfe der Himmelsbeobachtung ermittelt und als manuell eingegebenes Morsesignal via Kabel an die Uhrmacherschule und die Uhrenmanufakturen in Glashütte gesendet. Aber aus technischen Gründen traf das Zeitzeichen im abgelegenen Müglitztal mit inakzeptabler Verzögerung ein.
Ende der 1930er Jahre planten Otto Lange, der Enkel Ferdinand Adolph Langes, und Herbert Wempe, Inhaber der Wempe Chonometerwerke in Hamburg, hier die Einrichtung eines Reglage-Betriebes. Der Zweite Weltkrieg machte das Vorhaben zunichte; beide Firmen hatten stattdessen Chronometer für die deutsche Marine und Luftwaffe zu fertigen.
Nach dem Krieg kam die Sternwarte in kommunales Eigentum und wurde zu DDR-Zeiten hauptsächlich als Wohnraum genutzt. 1955 übernahm Heinz Sauerwald die Leitung und Instandhaltung. Bis in die 1980er-Jahre hinein lebte der Uhrmacher mit seiner Frau in dem Gebäude und hielt astronomische Vorträge, vornehmlich vor Schülern, denn das Observatorium wurde 1960 zur Kreisschulsternwarte ernannt. Der letzte Mieter zog 1997 aus, weil es ins Gebäude hineinregnete. Die Sternwarte verfiel und die Stadt versuchte mehrmals, einen Investor für die Ruine zu finden. 2002 erwarb die Firma Nomos Glashütte das Grundstück, das Gebäude war inzwischen so verfallen, dass es nichts mehr wert war. Nomos plante die Errichtung einer Sternwarte und eines Gästehauses. Im Kaufvertrag war ein Rückkaufsrecht vereinbart, falls die Pläne sich ändern sollten. Dann wurde es wieder ruhig um die Sternwarte. Die Firma Nomos konzentrierte sich auf ihre Uhrenproduktion und den Umbau des Bahnhofs zum Firmensitz.
2005 kaufte und renovierte das Familienunternehmen Wempe die Sternwarte und baute sie zur einzigen Deutschen Chronometerprüfstelle aus. Im Juli 2005 wurde eine neue Kuppel aufgesetzt.
Seit 2006 wird hier auch die eigene Uhrenmarke mit den beiden Linien „Wempe Chronometerwerke Glashütte I/SA“ und „Wempe Zeitmeister Glashütte I/SA“ gefertigt. Die Uhrenproduktion ist seit 2011 in einem zweigeschossigen Neubau auf dem Grundstück untergebracht.
Zudem wurde das historische Gebäude wieder mit astronomischen Geräten der Carl Zeiss AG ausgestattet und das Observatorium für die Sternbeobachtung instand gesetzt. Aufgrund der Größe von 3,2 Metern können nur fünf Personen die Kuppel gleichzeitig betreten.

Eine Besichtigung der Glashütter Sternwarte ist daher nur nach vorheriger Anmeldung möglich.

## Teleskope
- ZEISS: ED 80/840 Presto
- ZEISS: APQ 150/1200

## Historischer Bericht
„In Glashütte, der sächsischen Stadt, deren Name durch ihre Uhrenerzeugung weltbekannt ist, besteht seit länger als zehn Jahren eine Sternwarte, die die dortige Uhrmacherverbindung ‚Urania‘ gegründet hat. Der Bau der Sternwarte liegt in reizvoller landschaftlicher Umgebung außerhalb der Stadt auf einer Höhe und ist seinerzeit, wie die ‚Deutsche optische Wochenschrift‘ hervorhebt, aus freiwilligen Beiträgen der Mitglieder gebaut und eingerichtet worden. Die astronomische Ausrüstung der Sternwarte besteht aus einem Refraktor und einem Passageinstrument, mit denen schon recht wertvolle Beobachtungen ausgeführt wurden. Hier werden die Schüler der Glashütter Uhrmacherschule praktisch in die astronomische Zeitbestimmung eingeweiht. Allwöchentlich vereinigt ein ‚Astronomischer Abend‘ die Mitglieder. Dann werden Vorträge wissenschaftlichen, belehrenden und unterhaltenden Inhaltes gehalten und, wenn der Nachthimmel besonders klar ist, Beobachtungen am Refraktor ausgeführt.“